# 오카다 아키노부
오카다 아키노부(일본어: 岡田 彰布, 1957년 11월 25일 ~ )는 일본의 전 프로 야구 선수이자 야구 지도자, 야구 해설가·평론가이다. 오사카부 오사카시 주오구 출신이며 현역 시절 포지션은 내야수, 외야수였다.
한신 타이거스 감독(2004년~2008년, 2023년~2024년)과 오릭스 버펄로스 감독(2010년~2012년)을 지냈다.

## 인물

### 프로 입단 전
오사카부 오사카시 주오구 다마쓰쿠리에서 ‘오사카 지공소’라는 작은 공장을 경영하고 있던 아버지는 한신 타이거스의 유력한 후원자로 무라야마 미노루, 후지모토 가쓰미 등의 선수들과 친분이 두터운 것을 계기로 어렸을 때부터 한신 타이거스와의 인연이 깊을 정도로 성장했다. 유치원 다닐 무렵에 당시 한신의 3루수였던 미야케 히데시와 서로 공을 주고 받는 연습을 하였고 그 이후에는 미야케를 동경하게 됐다. 그 후 한신에 입단한 오카다가 등번호 16번을 희망했었던 것은 과거 미야케가 착용하고 있었던 등번호였기 때문이다. 오사카 시립 아이지쓰 초등학교 5학년 때 난카이 호크스가 운영하고 있던 소년 야구팀 ‘리틀 호크스’에서 본격적으로 야구를 시작했는데 이 입단은 ‘한신이 소년 야구팀을 가지고 있지 않았다’라는 이유도 있었다. 또 아버지의 회사에서는 동네 야구팀을 결성해 오카다 본인도 투수로서 무라야마의 등번호 ‘11’번을 달며 마운드에 오르기도 했다. 오카다의 말에 의하면 야수는 한신 2군의 젊은 선수였다고 한다. 또, 오카다는 어린 시절부터 한신의 경기를 관전하러 한신 고시엔 구장을 방문하는 횟수가 많았지만 관전하는 장소는 그물망 뒤편이나 한신팬이 많은 1루 측이 아닌 상대 팀쪽 벤치가 있는 3루측 벤치 옆이었다. 그 장소는 한신의 라이벌이자 요미우리 자이언츠의 3루수 나가시마 시게오를 가장 가까이에서 볼 수 있었기 때문으로 그 곳에서 야유를 보내기 위한 이유였다.
1972년, 메이세이 중학교 3학년 때 중학교 야구 오사카부 대회에서 우승했고, 1973년 3월에는 무라야마의 은퇴 경기 전에 무라야마의 캐치볼 상대를 맡았다. 이듬해 1973년 호쿠요 고등학교에 진학하면서 1학년 때는 3학년 에이스 아리타 후미오(이후 긴테쓰에 입단)와 게이모토 히데히코(훗날 긴키 대학 ~ 크라운라이터 / 세이부 ~ 긴테쓰))가 있었다. 같은 해 여름에 열린 제55회 전국 고등학교 야구 선수권 대회에 7번, 혹은 2번 타자 겸 좌익수로 출전했다. 이 대회에서 아리타가 3차전에서 다카나베 고등학교(미야자키현)를 상대로 노히트 노런을 달성하는 등 승리를 이끌었지만 준준결승 상대인 이마바리니시 고등학교(에히메현)에게서 2대 6으로 패했다. 이 대회에서 오카다는 3경기에 출전하여 9타수 3안타 타율 0.333을 기록했다. 같은 해 추계 긴키 대회에서는 신팀의 에이스로서 준결승전에 진출, 와카야마 현립 고요 고등학교에게 0대 1로 패했지만 춘계 선발 대회 출전을 결정지었다. 3학년 때인 1975년 여름에도 에이스 겸 4번 타자로서 오사카부 예선 결승전에 진출했지만 상대인 고코쿠 고등학교에게 패하면서 고시엔 대회에 출전은 이루지 못했다. 요사이에 요미우리 자이언츠로부터 드래프트 지명을 받은 적이 있다고 한다.
오카다는 프로에 입단하지 않고 와세다 대학 야구부의 선발 시험에 응시하여 15타수 14안타 14홈런(본인의 저서에서는 10차례의 스윙 중 7차례의 스윙이 홈런이었다고 밝혔다)이라는 기대 이상의 타격 성적을 기록하면서 합격점을 받았다. 2학년 선배인 난바 히데야와 야마쿠라 가즈히로와의 배터리가 있었다. 도쿄 6대학 야구 리그에서는 1학년 때인 1976년 추계 리그에서 좌익수 겸 7번 타자로서 뛰게 됐고 호세이 대학의 에가와 스구루로부터 3안타를 기록하는 등 세간의 주목을 받았다. 2학년 때부터는 과거 동경하던 미야케 히데시와 같은 3루수로서 5번 타자를 맡았고 3학년 때인 1978년 추계 리그에서는 3관왕 자리에 오르는 것과 동시에 팀의 4년 만에 리그 우승을 이끌었다. 1979년 춘계 리그에서는 팀의 주장을 맡아 리그 연패에 기여했고 같은 해 전일본 대학 야구 선수권 대회에서도 결승에 진출했지만 고사카 히데노리, 다카기 유타카를 거느린 주오 대학에게 패하면서 준우승에 그쳤다. 또한 1978년 제7회, 1979년 제8회 미일 대학 야구 선수권 대회에 출전하여 4번 타자를 맡아 모든 경기에 출전했다. 대학 동기로는 투수 무카이다 요시모토, 포수 아리가 요시히로, 외야수 시마누키 쇼이치 등이 있다.
이로써 도쿄 6대학 리그 통산 88경기 출전하여 309타수 117 안타, 20홈런, 81타점, 타율 0.379를 남겼는데 특히 타점과 타율은 리그 기록으로 현재까지도 깨지지 않고 있다. 또한 1977년 추계 리그부터 5시즌 연속 베스트 나인에 선정됐고 1978년 춘계 리그인 도쿄 대학과의 2차전에서 역대 두 번째인 사이클링 히트를 기록하는 등 대학 야구의 간판 선수로 성장했다.
도쿄 6대학 야구 리그 역사에 남는 기록을 연달아 수립했기 때문에 프로 야구 각 구단이 오카다의 영입 경쟁은 치열했다. 1979년 가을에 있은 드래프트 회의에서 주목받아 10월 29일 프로 입단 기자회견에서 “한신이라면 좋겠지만 한큐(브레이브스)와 같은 구단을 희망하고 있다. 그 외의 구단이라면 지명됐을 때에 생각해보겠다. 그러나 프런트가 제대로 된 우승을 경쟁할 수 있는 구단이라면 가고 싶다”, “요미우리, 세이부는 우승도 노릴 수 있어서 좋다”라고 말했다. 그 후의 한 인터뷰에서는 “자신은 외아들이었기 때문에 어머니가 ‘간사이로 돌아오면 좋겠다’고 생각하고 있었기 때문에 실제로 한신 뿐만이 아니라 한큐, 긴테쓰, 난카이 등 간사이(지방의) 연고지가 있는 구단이라면 어디라도 좋았다”라고 말했다. 드래프트에서는 간사이 지방을 연고지로 둔 4개 구단을 포함한 6개 구단이 1순위로 지명했지만 추첨 결과 한신이 교섭권을 획득, 오카다의 한신 입단이 최종 결정됐다. 입단 당시의 계약금은 6,000만 엔이며 연봉은 420만 엔(추정치)이다.

### 한신 타이거스 시절

#### 1980년대
입단 첫 해인 1980년, 돈 블레이저 감독은 “오카다는 아직 신인이다. 천천히 키우는 것이 좋다”라는 생각 아래 오카다에게 2루나 외야의 연습을 시키고 있었다. 오카다는 블레이저 감독과의 첫 대면에서 통역 겸임 코치인 이치하라 미노루를 통해 “아무리 힘이 있는 신인이라도 메이저 리그에서는 처음부터 갑자기 경기에 투입하지는 않는다”라고 전해들어 “그딴건 관계없다”라는 반발심이 마음 속에 싹텄다고 후에 자신의 저서를 통해서 이렇게 밝혔다. 당시 3루수는 가케후 마사유키, 유격수에 마유미 아키노부, 2루수에 나카무라 가쓰히로, 사카키바라 요시유키, 야쿠르트 스왈로스로부터 영입한 데이브 힐튼이 배치돼 있어 오카다가 들어갈 장소는 없었다. 게다가 힐튼은 애리조나 스프링 캠프 도중에 팀에 합류했기 때문에 2루수 전향 계획을 듣고 었던 오카다는 “왜 2루수인 힐튼을 영입한 것인가”라는 복잡한 속내를 드러냈고 머지않아 블레이저 감독으로부터 외야 훈련을 지시받았다고 한다.
1980년 선발 내야진은 1루수 힐튼, 2루수 가토 히로카즈, 3루수 가케후 마사유키, 유격수 마유미 아키노부 등의 포진으로 시작됐다. 시범 경기에서부터 뚜렷한 결과를 남기지 못한 힐튼은 시즌 개막 직후부터 타격 부진에 시달렸지만 수비면에서 평가받아 지속적으로 기용돼 왔으며 그 후 가케후가 부상으로 이탈한 4월 19일, 20일에도 오카다의 기용을 고려하지 않았기 때문에(이때 당시 오카다도 부상중이었다는 소문도 있었다) 한신 팬들 사이에서는 “왜 오카다를 기용하지 않는가”라는 불만이 나온 적도 있다. 일부 팬들은 힐튼과 블레이저 감독을 비난하였고 더욱이 임신중인 부인이 동승한 힐튼의 자동차를 에워싼 뒤 욕설을 쏟아내고 차량을 걷어차는 등의 과격한 행동이 격화됐다. 4월 22일 요코하마 다이요 웨일스전을 앞두고 오즈 쇼지로 구단 사장이 블레이저 감독과 2시간 동안 면담하여 설득했고 그 이후 오카다는 3루수로 기용됐다. 힐튼은 18경기에 출전하여 홈런 없이 타율 1할 9푼 7리의 저조한 타격 성적으로 그해 5월 10일에 방출당했다. 한신 구단은 브루스 보이스클레어를 새로 영입했지만 이에 반대하는 블레이저와 구단의 관계가 극도로 악화돼 5월 15일에 구단은 불명확한 형태로 블레이저를 해임시키고 코치였던 나카니시 후토시를 감독으로 교체했다. 이후 출전 기회가 늘어나면서 시즌 108경기에 출전해 2할 9푼의 타율을 기록하여 신인왕을 차지하게 됐지만 자신의 힘으로 기회를 잡고 싶었기 때문에 당시 힐튼이 출전할 때마다 “오카다, 오카다”라는 응원 구호가 일어났던 것에 대해 “그런 외침은 싫었다”라고 쓴소리를 나타낸 바 있다. 또한 그 후 블레이저의 측근으로부터 블레이저가 “믿지 못해서 기용하지 않은 것이 아니라 큰 기대를 업고 입단한 신인이기 때문에 불필요한 힘을 주는 부담을 주지 않은 편한 상태에서 기용하고 싶었었다. 그렇기 때문에 기용될 시기가 미룬 것이다”라고 말이 전해져 “지금이라면 그의 메시지는 어느 정도 이해를 할 수 있게 됐다. 블레이저도 상당히 고민했을 것이고 생각도 했을 것이다. 자신도 감독이 되어보니 그런 사실을 잘 알았다”라고 저서에서 밝힌 바 있다.
그 해에 열린 올스타전 1차전에서 22세 7개월에 대타 홈런을 날렸지만 이것은 2015년 올스타전 2차전에서 19세 11개월이었던 모리 도모야가 대타 홈런을 날릴 때까지 올스타전에서의 대타 홈런 최연소 기록이었다.
1981년에는 처음으로 시즌 130경기를 모두 출전해 20홈런을 기록했고, 포지션은 2루수로 고정됐다.
1982년에는 안도 모토오 감독이 취임하면서 처음으로 3할 대의 타율을 기록했다.
1983년에는 개막 이후부터 79경기에서 18개의 홈런을 기록하는 등 홈런왕 타이틀 경쟁에 뛰어들었지만 7월 10일 히로시마전에서 다리 근육이 파열되는 부상을 당해 나머지의 시즌을 헛되게 보냈다. 이후 다리 부상으로 인해 슬럼프를 겪게 됐다. 오카다가 전력에서 이탈한 2루수 자리에 유격수였던 마유미 아키노부가 투입됐고 유격수 빈 자리는 히라타 가쓰오가 들어갔다.
1984년 5월 19일부터는 선발로 복귀했는데 당초 2루를 중심으로 랜디 바스의 귀국시 등에는 간간이 1루도 지켰으나 후반기에는 주로 우익수로 기용됐다. 타격 성적은 타율 0.297, 홈런 15개, 51타점을 남겨 부상 이후 나쁘지 않은 성적을 남겼다.
1985년, 요시다 요시오 감독이 취임하면서 마유미와 교체돼 다시 2루로 돌아왔다. 정규 시즌에서는 5번 타자로 활약했다. 4월 17일, 한신 고시엔 구장에서 열린 요미우리전에 선발 출전해 바스, 가케후에 이은 일명 ‘백 스크린 3연발’ 홈런의 마무리 홈런을 때려냈다. 이때 바스, 가케후로 이어진 후에 맞이한 오카다의 타석에 걸리는 압박은 컸는데 “안타로 충분하다는 생각은 없었다. 이렇게 됐다면 홈런을 노릴 수 밖에 없다. 절대로 슬라이더 밖에 없는데!”라고 회고했다. 더욱이 백 스크린 3연발 전날인 4월 16일 요미우리전에서도 1대 2로 맞이한 4회말에 투 아웃 상황에서 볼넷으로 출루한 오카다는 사노 노리요시가 때린 평범한 뜬공을 유격수 고노 가즈마사가 공을 떨어뜨린 사이에 1루에서 단번에 홈으로 들어와 7점의 대량 득점을 맹공으로 연결시켰다. 요시다 감독도 “오카다의 전력 질주는 매우 큰 영향을 미쳤다”라고 평가했다.
같은 해 8월 12일, 당시 구단 사장인 나카노 하지무가 일본항공 123편 추락사고로 사망하는 충격적인 비극이 일어났다. 특히 한신 타선 중에서도 나카노의 총애를 받아 본인 스스로도 ‘비행기파’라고 자칭하던 오카다가 받은 충격은 컸다고 한다. 8월에는 타율 0.429, 10홈런, 31타점을 기록하면서 프로 진출 후 처음으로 월간 MVP를 수상했다. 더불어 9월 15일 한신 고시엔 구장에서의 주니치 드래건스전에서 끝내기 2런 홈런, 그 다음날 16일에도 끝내기 중전 안타를 때려내는 등 2경기 연속으로 마무리 역전 안타를 기록했다. 최종적으로는 선수 회장 겸 5번 타자로서 바스에 이어 리그 2위인 타율 0.342, 리그 4위인 35홈런, 리그 5위의 101타점 등의 좋은 성적을 남겨 마유미, 바스, 가케후 등과 함께 구단 최초의 일본 시리즈 우승에 기여했다.
1986년에는 작년과 마찬가지로 5번 타자 겸 2루수로서 개막전 선발로 활약했지만, 4월 후반에 가케후가 부상으로 이탈함에 따라 4번 타자로 발탁됐다. 5월 중순에 가케후가 1군에 복귀하면서 5번 타자로 돌아왔지만 그 해의 가케후는 부상으로 인한 전력 이탈을 반복했기 때문에 8월 말 이후에는 시즌 종료 때까지 4번 타자를 맡았다. 9월 3일에 아버지를 잃었지만 다음날인 9월 4일 다이요전에 출전하여 홈런을 때려냈다. 작년보다는 성적이 낮았지만 타율 0.268, 홈런 26개, 70타점으로 주축 타자에 걸맞은 성적을 남겼다.
1987년에는 2할 5푼 대의 타율과 홈런 14개를 기록하여 팀의 부진을 말하는 성적이 됐지만 그 후 3년 연속 20홈런을 기록했다.
1988년에 요시다의 후임으로 무라야마 미노루가 감독으로 부임하자 개막전에서는 5번 타자 겸 2루수로, 5월 이후에는 4번 타자 겸 2루수로서 기용됐다. 그해 타격 성적은 타율 0.267, 홈런 23개, 72타점을 기록하여 회복하는 모습을 보였다.
1989년, 가케후가 작년 1988년 시즌 끝으로 은퇴함에 따라 대학 시절의 포지션을 지켰던 3루수로 변경했다. 6월 25일 고시엔 구장에서 열린 요미우리전에서는 1대 4로 뒤진 8회말 2사 만루 상황에 빌 걸릭슨으로부터 극적인 역전 만루 홈런을 기록했다. 공교롭게도 30년 전에 천황 참관 경기와 같은 날이라서 점수도 5대 4를 만드는 등 승부를 뒤집었다. 천황 참관 경기에 당시 승리 투수인 후지타 모토시 요미우리 감독이 지켜보는 앞에서 패전 투수였던 무라야마 미노루 감독이 30년 전의 팀 패배를 설욕했다. 이닝의 최초로 전광판을 보면서 “투 아웃 만루라면 자신까지도 베이스를 밟으며 돌고 올 것이다”라고 생각했는데 정말로 돌고 왔다고 후에 말하고 있어 히어로 인터뷰에서도 “3점차였으므로 만루로 돌아오면 홈런 밖에 없다고 생각했다”라고 말했다. 이 홈런을 포함한 월간 8개의 홈런을 때려내는 맹활약으로 똑같이 9개의 홈런을 기록한 팀 동료 세실 필더를 누르고 통산 두 번째의 월간 MVP를 수상했다.

#### 1990년대
1990년부터 나카무라 가쓰히로 감독이 취임하면서 야기 히로시가 유격수에서 3루수로 전환됐고 오카다는 2루수로 돌아갔다. 1991년에는 규정 타석에 도달했는데도 불구하고 타율, 안타, 타점은 모두 개인 최저 성적으로 끝났다.
1992년에는 일본 프로 야구 선수회 회장으로서 FA제도 도입에 주력했다. 선수로서는 그 해부터 2루수를 와다 유타카에게 자리를 양보하여 1루수로 변경됐지만 신조 쓰요시나 가메야마 쓰토무 등과 같은 주전 선수들의 경쟁에 밀려 타율이 1할 대로 떨어지는 등 극심한 타격 부진에 의해 선발 출전 기회가 줄어들었다. 4월 25일 경기에서는 대타로 가메야마를 내보낸 상황도 있었다. 그날 밤 원정 숙소에서 식사 중에 가메야마가 사과하러 온 것에 대해 “너는 아무런 잘못한 것도 없어”라고 대답했는데 그 모습을 다른 젊은 선수가 보고도 못 본 척하고 있다는 것을 깨닫고는 주위에서 자신을 배려하고 있다는 것을 느꼈다.
1993년에는 다시 외야수로서 기용됐지만 출전 기회는 작년보다 감소됐고 ‘체력 저하’등의 이유로 자유 계약 선수로 공시되면서 한신을 퇴단했다.

### 오릭스 블루웨이브 시절
이듬해 1994년 스프링 캠프를 앞둔 시점에서 오기 아키라 감독이 이끄는 오릭스 블루웨이브에 이적했다. 기자 회견에서는 “앞으로도 한신의 팬으로 쭉 있을 것이다”라고 말해 눈물을 흘리는 등 신인 때부터 몸담았던 한신과의 결별을 안타까워했다. 그 직전에는 주간지상에서 불륜 스캔들이 폭로되어 그대로 선수 생활을 마감할 위기에 몰려 있을 정도로 궁지에 몰렸지만 경찰 조사에 의해 스캔들 자체가 자칭 ‘애인’이라는 여성이 금전 목적으로 자작극을 꾸민 것으로 판명됐고 또한 오카다가 공갈 협박을 당해 200만 엔을 강제로 빼앗긴 피해를 당하고 있었던 사실이 밝혀져 경찰의 강제 수사로 발전하였고, 최종적으로 그 여성은 공갈 혐의로 긴급 체포돼 사건은 일단락됐다. 한때는 풍부한 기술과 경험을 가진 오카다를 포기하지 못한 오릭스가 리스가 본업이었기 때문에 회사 내에 풍부한 노하우를 가진 조사 요원이 있어서 이것을 동원해 사건의 결정적인 단서를 찾아내는 등 이후 공갈 사건으로서의 형사 수사로 연결됐다.
1994년 춘계 스프링 캠프 중 오릭스에 1989년 드래프트 1순위로 입단하였지만 주춤했던 펀치 사토가 후지 TV 《프로 야구 뉴스》의 카메라 앞에서 “금년에는 반드시 부활할 것이다”라고 선언했다. 그 해 한신에서 트레이드로 이적한 오카다를 발견하고는 “오카다 선수, 함께 사진 찍읍시다. 저와 함께 카메라 앞에서 ‘올해는 부활할 것이다’ 라고 말합시다!”라며 강력하게 권했지만 오카다는 딱딱한 미소를 보이면서 노골적으로 싫어하며 “부활이라니, 나는 그렇다지만 너는 그런 좋은 때가 있기나 하였는가?”라며 반격하였다. 펀치 사토는 이에 물러서지는 않고 “아니, 이래봬도 주목받은 적도 있다구요. 금년에 어쨌든 잘해보려고 하고 있습니다. 함께 사진 찍자구요!”라며 끈질기게 나왔지만 일류 선수로서의 자존심이 높기로 유명한 오카다는 기가막힌 듯한 표정을 지으며 “부활이라니, 너는 아무 것도 아니지 않은가”, “동급으로 취급하지 마라”며 끝까지 거부했다. 펀치 사토에 있어서 길조라고는 할 수 없는 현역 마지막 시즌의 시작이었다. 시범 경기에서는 타석에 섰을 때 한신 팬들로부터 응원을 받는 광경을 볼 수 있었다.
1995년에는 출전 기회도 급격하게 줄어들면서 같은 해 팀은 11년 만의 리그 우승을 달성했다. 한신 시절인 1985년 이후 10년 만에 우승을 맛보게 됐고 그 해를 끝으로 16년 간의 현역 생활을 은퇴했다. 일본 시리즈에서의 출전 기회는 없었다.
1996년 3월에는 친정팀 한신과 오릭스와의 시범 경기에서 은퇴 경기로 치러져 오카다는 경기 종료 직후 한신과 오릭스의 양팀 선수들로부터 헹가래를 받은 후 그라운드를 떠났다.
현역으로 있는 와중에는 스포츠 용품 제조업체인 SSK의 스태프를 맡았다.

### 코치 시절
1996년에는 오릭스의 2군 조감독 겸 타격 코치로 부임, 2년 후인 1998년에 2군 조감독 겸 타격 코치로서 한신에 다시 복귀했고 이후 자동차 운전 면허를 취득했다.
1999년에는 2군 감독 겸 타격 코치로 부임해 여기서 육성하고 있던 선수들이 후에 주력 선수로 성장하게 됐다. 2000년부터 2002년까지는 2군 감독(전임)을 역임했는데 2000년에는 2군 경기에서 챔피언을 가리는 팜 일본 선수권에서 우승하여 2년 연속 정상에 올랐다. 후의 1군 감독을 퇴임할 당시 추억에 대해 “2군에서 젊은 선수들이 성장해 나가는 것이 즐거움이 있어 그것이 (1군 감독 때보다)추억에 남는다”라고 말했다.
2003년에는 1군 내야 수비 주루 코치로 배치 전환됐고 3루 베이스 코치를 담당했다. 하지만 주루 코치로서의 상황 판단은 정확하지 못했다. 오니시 다카유키는 현역 시절에 ‘잘한다고 생각한 3루 코치’에 대해 오카다의 이름을 거명했다.

### 제1기 한신 감독 시절
2003년 시즌 종료 후 호시노 센이치 감독이 건강상의 이유로 사임함과 동시에 차기 감독으로 부임, 구단 역사상 유일하게 오사카부 출신의 감독이 됐다. 취임할 당시 “기대하게 해서 좋습니다”라는 말을 남겼다. 그러나 감독 부임 첫 해인 2004년에는 이가와 게이와 이라부 히데키 등 작년 시즌 리그 우승을 이끌었던 선수들이 기대 이하의 부진과 조지 아리아스의 갑작스런 부진, 마이크 킨케이드의 몸에 맞는 볼에 의한 부상과 그 해 열린 아테네 올림픽의 야구 국가대표팀 선수로 발탁된 제프 윌리엄스와 안도 유야의 부재에 의한 전력 저하로 영향을 주는 등 결국 4위로 시즌을 마감했다.
2005년 9월 7일, 나고야 돔에서 JKF라고 불리는 투수 기용을 실행하게 됐다. 주니치와의 두 경기 차이로 맞이한 경기에서 9회초의 미묘한 홈런 크로스 플레이로 아웃 판정이 복선돼(홈런 분사한 주자는 기이하게도 나카무라 유타카였음), 그 직후 오카다는 9회말 홈에서 세이프 판정에 격앙한 나머지 선수 전원을 그라운드에서 철수시켜 거세게 항의했다. 이후 경기는 재개됐고 아카호시 노리히로가 공을 놓치면서 끝내기 안타로 이어질 패배의 위기에 몰렸다. 이 때 감독 취임 후 처음으로 마운드에 올라가 마무리 투수인 구보타 도모유키에게 이런 말을 건넸다.
| “ | 이제는 맞게 해라! 맞아 줘도 네 잘못 아니다. 내가 다 책임질 테니까 마음껏 던져라! | ” |

구보타는 후속 타자 와타나베 히로유키, 타이론 우즈를 연속 삼진으로 잡아냈고 11회초에 나카무라가 때린 홈런이 결승타가 되면서 사투를 제압했다. 일견 무책임하게 던진 이 말에는 비록 이 경기에서 패해 우승을 놓쳤다고 해도 ‘모든 책임은 자기가 진다’라는 강한 각오가 담겨져 있었다. 경기 종료 후 오치아이 히로미쓰 주니치 감독에게 “오늘은 감독으로서 나의 패배다”라는 말까지 했다. 결과적으로 이 경기를 기점으로 한신은 연승을 거듭했고 사망한 아버지의 생일에 해당하는 9월 29일 고시엔 구장에서 열린 요미우리전에서 리그 우승을 달성했다.
그러나 퍼시픽 리그 우승 팀인 지바 롯데 마린스와의 일본 시리즈에서는 4전 전패의 성적을 기록하여 1985년 이후 20년 만의 우승을 노리는 데에는 실패했다. 이때 압도당하고 있다는 이유로 한신의 최강 중간 계투진으로 알려진 JFK(제프 윌리엄스, 후지카와 규지, 구보타 도모유키)를 기용하지 않은 것에 대해 한신팬들은 불만을 터뜨렸고 야구 해설가와 평론가, 언론에서도 이에 대한 혹평을 했다. 11월 19일, 고시엔 구장에서 개최된 팬 감사 데이의 이벤트인 ‘꿈의 OB교류전’이라는 자체 홍백전에서 오카다는 백조의 선수 겸 감독으로서 출전했다. 경기 마지막에 대타로 타석에 들어서 끝내기 2점 홈런을 때려내 MVP로 선정됐다.
2006년 3월 6일, 멸종 위기에 처해 있는 야생 호랑이를 보호하기 위해 호랑이 보호기금으로 2006년 정규 시즌의 승리 수와 같은 호랑이 보호 레인저용의 장비를 기부하겠다는 의사를 밝혔고 2006년의 정규 시즌 승리 수(84승)와 똑같은 84개 분의 장비와 75만 6,000엔(1세트당 약 9,000엔)의 성금을 기부했다. 이 같은 사회 공헌 활동에 대한 감사의 표시로 12월 12일에 인도 정부로부터 “한신의 끝까지 포기하지 않는 자세에 용기를 북돋울 수 있었다. 지원해준 것에 대해 매우 감사하고 있다” 라고 쓰여진 감사의 메시지를 받았다.
2007년 6월 8일 오릭스전(한신 고시엔 구장)에서의 8회말, 타자 도리타니 다카시의 수비 방해를 둘러싸고 구심인 다니 히로시에게 항의하던 도중 심판의 가슴을 거세게 밀치는 바람에 현역·코치 및 감독 생활에 있어서는 처음으로 퇴장 처분을 받았다. 8월 16일 주니치전(교세라 돔 오사카)에서는 8회말에 1루 주자가 2루에서 아웃된 것을 놓고 2루심 이노 오사무에게 항의하며 가슴을 밀쳐내는 행동하다가 두 번째 퇴장을 당했다. 똑같은 시즌 중에 두 차례 퇴장 당한 감독은 그 외에도 여럿 있었지만 한신에서는 오카다가 처음이며 센트럴 리그의 일본인 감독으로서는 첫 사례다.
2008년, 팀이 개막 이후부터 줄곧 선두를 유지하고 있다가 베이징 올림픽의 야구 일본 국가대표팀 선수로 발탁된 아라이 다카히로, 야노 아키히로, 후지카와 규지 등 팀내 주력 선수들의 전력 이탈로 팀은 부진을 겪게 됐고, 시즌 종반에 잔여 경기를 남겨둔 상황에서 주전 선수들의 잇따른 성적 부진으로 팀 성적이 좋지 않게 되자 한때는 13경기 차이를 내고 있던 요미우리에게 선두 자리를 내주는 등 결국 근소한 경기차(2경기차)로 요미우리에게 리그 우승을 양보했다. 리그 우승을 놓친 것에 대한 책임을 지고 2008년 시즌 끝으로 사임을 표명했다. 클라이맥스 시리즈 제1 스테이지 최종전에서 팀은 패했고 오카다로서는 이 경기가 팀의 마지막 지휘가 됐다. 경기 종료 후 선수회장인 아카호시 노리히로의 제안에 따라 선수와 코치진들로부터 감독을 맡았던 년수(5년)와 똑같은 다섯 번의 헹가래를 받았다.

### 한신 감독 퇴임 이후
2008년 11월에는 데일리 스포츠와 계약을 맺어 객원 야구 평론가로서의 칼럼을 연말에 걸쳐 집필했고 이듬해 2009년 2월 1일에는 아사히 방송의 해설자로 데뷔하여 아사히 방송을 중심으로 프로 야구 해설자로서 출연했다. 평론 활동과는 별도로 2009년 시즌 개막 직전에 오카다는 일본 야구 기구로부터 ‘조사위원회’의 위원으로서 임명됐다. 통상 임기는 2년이지만 오릭스 감독 취임에 의해 1년 임기를 남긴 채 물러났다.

### 오릭스 감독 시절

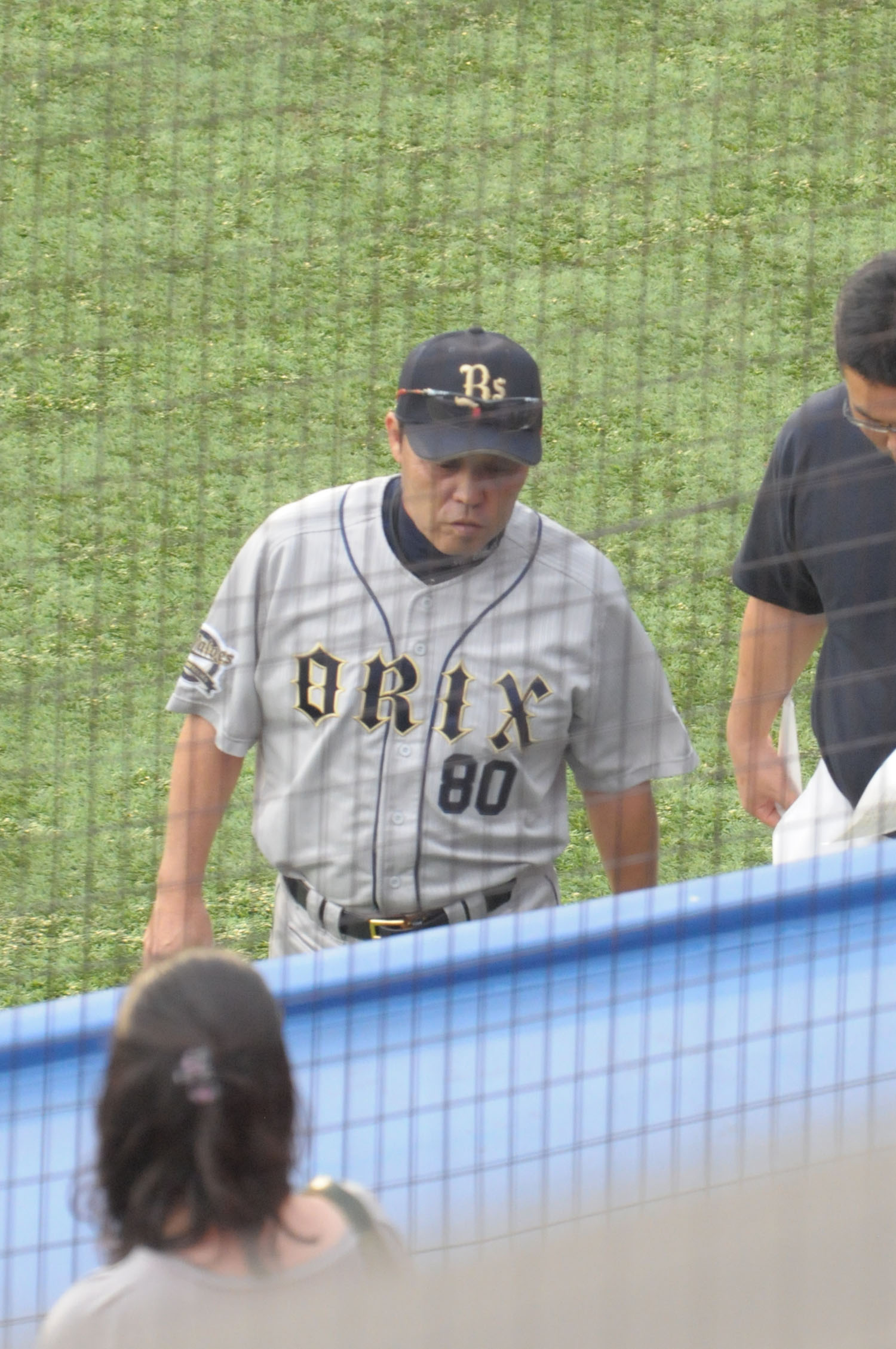
오릭스 감독 시절(2011년 8월 6일, QVC 마린필드에서)

2009년 시즌 종료 후인 10월 13일에 2010년부터 지휘봉을 잡게 될 오릭스 버펄로스의 감독 취임이 발표되면서 계약 내용은 3년 계약의 1억 엔, 등번호는 한신 감독 시절과 마찬가지로 80번으로 결정함과 동시에 그 외에도 팀 편성과 홍보면 등에서의 전권을 맡고 있어 실질적으로 단장까지 겸임하게 됐다. 다음날 10월 14일에 취임 기자 회견을 가졌고 이것에 의해 오카다는 현역 시절 친정팀이자 팀의 전신인 오릭스 블루웨이브의 구단 OB로서는 최초로 오릭스 버펄로스의 감독이 됐다. 한큐·오릭스 구단에 있어서의 OB감독은 1980년 시즌의 가지모토 다카오 이래 30년 만이다.
2010년 3월 31일, 홋카이도 닛폰햄 파이터스전(도쿄 돔)에서 T-오카다가 홈런을 때려내는 등의 활약으로 팀은 승리해 한신 감독 시절을 포함한 통산 400승을 달성했다. 6월 8일에 투수 코치인 호시노 노부유키가 건강상의 이유로 휴양 생활에 들어가면서 후임에는 고바야시 히로시가 발탁됐지만 고바야시의 경험이 부족하다는 이유에서부터 투수 기용에 대해서는 자신이 결정하는 것을 말하는 등 투수 코치도 겸임하게 됐다. 그 해 시즌은 교류전에서 우승을 장식했지만 T-오카다나 투수 가네코 지히로의 약진이 있었는데도 불구하고 후반기에 들어가면서 전력이 약화되는 등의 악재가 겹쳐 패전이 증가해 최종적으로는 5위에 끝났다.
2011년 시즌 초반에는 팀 타율이 2할도 채 미치지 못하는 등 극도의 타격 부진으로 인해 한때는 최하위권에 머물렀지만 교류전에 들어가면서 팀의 컨디션을 되찾아 15승 2무 7패라는 성적으로 전체 12개 구단 가운데 2위를 차지했지만 연승과 연패를 되풀이하면서 호조와 부진의 극심한 기복을 보였다. 7월 2일과 3일에는 후쿠오카 소프트뱅크 호크스전에서 이틀 연속으로 끝내기 승리를 따내는데 이어 5일에는 도호쿠 라쿠텐 골든이글스전에서도 끝내기 승리를 거두는 등 한신 감독 시절인 2008년 9월 9일 ~ 9월 11일 도쿄 야쿠르트 스왈로스를 상대로 3경기 연속 끝내기 승리를 거둔 이래 두 번째로 3경기 연속 끝내기 승리를 달성한 일본 프로 야구 역사상 유일한 감독이 됐다. 8월 7일의 지바 롯데 마린스전에서 감독으로서는 통산 500승을 달성했다.
그러나 비기기만 해도 클라이맥스 시리즈 진출이 확정돼 있었던 소프트뱅크와의 최종전에서 패하는 바람에 1모차로 사이타마 세이부 라이온스에게 3위 자리를 빼앗겨 팀으로서는 3년 만에 클라이맥스 시리즈 진출과 A클래스 진입에는 실패했다. 또 그 해에 극심한 부진에 시달리던 주장 고토 미쓰타카를 비롯해 아롬 발디리스, 더 나아가 시즌 중반에는 4번 타자인 T-오카다 등 주력 선수들을 연달아 2군으로 강등시키는 등 한신 감독 시절에 뜸했던 1군과 2군의 선수 교체를 빈번히 실행하는 지휘력을 보여주었다. 자신이 나설 자리가 없었던 포스트 시즌에는 요미우리의 내분에 대해 논평하면서 축구 일본 국가대표가 야구의 그늘에 감춰지고 마는 현실에 우려를 표했다.
2012년에는 전년도 오프에 대규모 보강을 단행하여 ‘우승’이라는 단어를 입에 올릴 정도였다. 하지만 팀내 주력 선수들의 부상과 부진이 잇따르면서 개막 이후부터 침체를 겪었다. 4월에는 1차례만 팀 승률이 5할 대로 올라간 적은 있었지만 그 이후에는 뚜렷한 성적을 내지 못하는 등 결국 퍼시픽 리그에서 최하위로 떨어지는 수모를 당했다. 게다가 3년 계약 기간이 만료됨에 따라 9월 22일에 구단으로부터 재계약을 하지 않겠다는 의사를 전달받아 시즌 종료 후 감독직에서 물러나겠다는 입장을 밝혔다. 감독 퇴임 발표시 구단 측은 시즌 종료까지 지휘를 맡게 할 방침이었지만 시즌 최하위가 확정된 다음날 9월 25일에 구단으로부터 경질 통보를 받아 수석 코치인 다카시로 노부히로와 함께 사실상 해임됐고 같은 날의 경기에서는 모리와키 히로시 코치가 감독 대행을 맡았다.

### 오릭스 감독 퇴임 이후

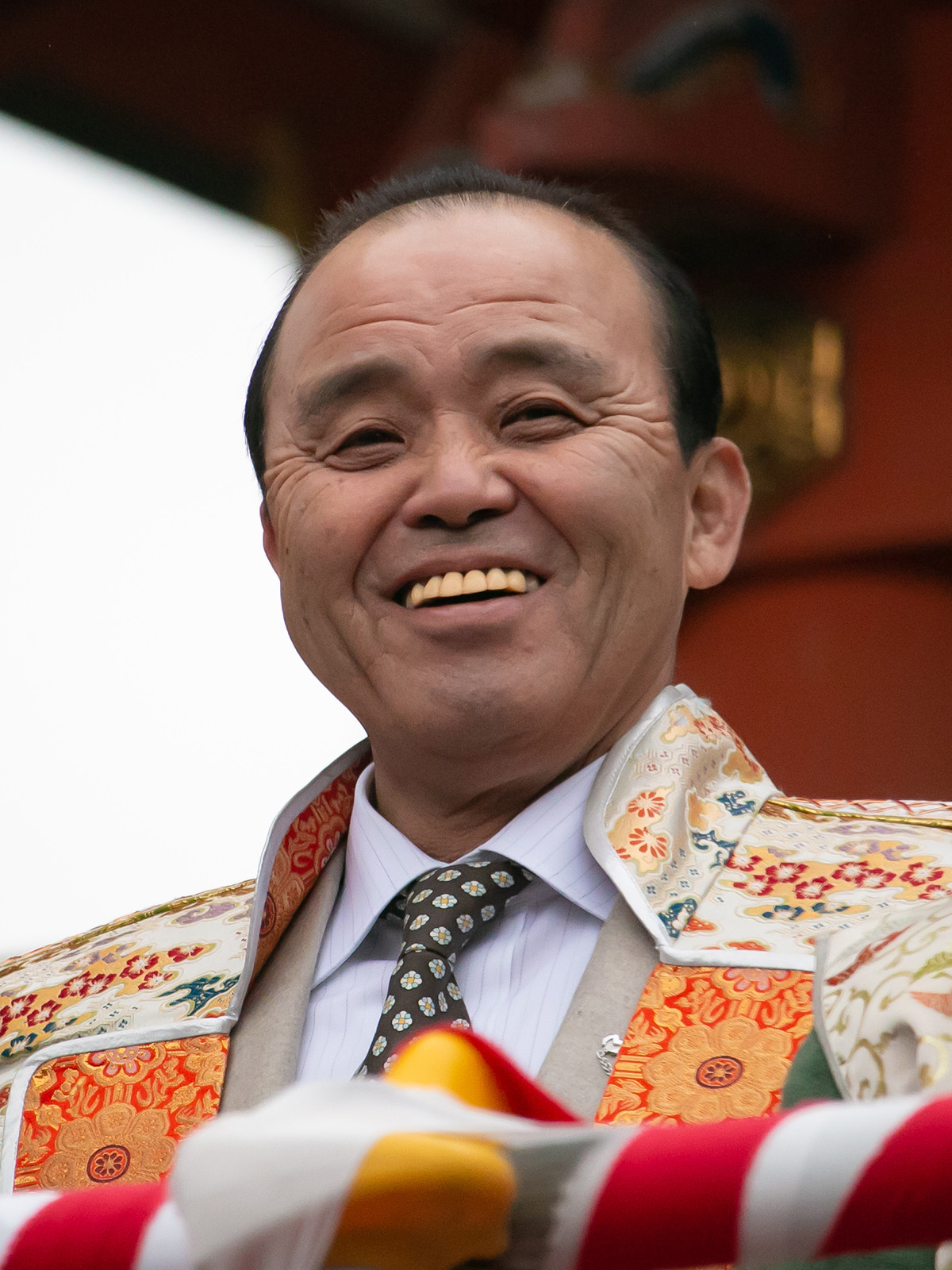
이쿠타 신사에서(2019년 2월 3일 촬영)

2013년부터는 데일리 스포츠의 야구 평론가로 복귀했다. 이 신문에서는 그해 1월부터 야구계의 화제 등을 독특한 견해로 정의하는 ‘오카다 사전’이라는 제목의 칼럼을 연재하기 시작했다. 더 나아가 ‘그야 그렇지(そらそうよ)’(‘그건 그래요’(それはそうですよ)라는 의미의 간사이 방언)를 자주 말하고 있는 것을 근거로 하여 ‘한신 전 감독 OKADA류 야구론: 오카다 아키노부의 그야 그렇지’(阪神元監督OKADA流野球論　岡田彰布のそらそうよ)라는 연재 칼럼을 《슈칸 베이스볼》에서 담당했다. 아사히 방송, 요미우리 TV, Tigers-ai 등을 중심으로 프로 야구 중계에서의 해설도 재개했다(라디오에 관해서는 아사히 방송의 사실상 전속 출연).
2017년부터는 히가시닛폰 방송에서는 와세다 대학 후배인 에지리 신타로와 함께 라쿠텐의 홈·원정 경기나 스포츠 프로그램 해설을 맡았다.

### 제2기 한신 감독 시절
2022년 시즌 중반에 그해를 끝으로 퇴임을 표명한 야노 아키히로의 후임에 차기 한신 감독 후보로 거론됐다는 언론 보도가 있었다. 9월 하순에 한신 구단이 LINE에서 모든 언론사에 ‘보도 규제’를 의뢰했다는 언론 보도가 있었지만 9월 27일에 산케이 스포츠가 ‘오카다가 차기 감독으로 내정’이라는 취지의 보도되는 일이 있었다. 최종적으로 10월 15일에 한신 감독으로 발탁됐다고 공식 발표했다. 등번호는 제1기 감독 시절 및 오릭스 감독 시절과 같은 80번이 됐다.

## 감독·지도자로서의 평판
감독으로서는 견실함을 중시하는 입장이다. 오카다는 자신의 저서에서 “특히 야구에 관해서는 마이너스부터 생각한다. 항상 최악의 사태를 염두에 두고 게임을 진행한다. 이것이 나의 감독론이라 할 수 있다”라고 밝혔다. 후지타 다이라에게서도 인정받고 있어 “팀을 이끄는 능력, 소질을 가지고 있다”라고 평가했다.
메이저 리그에서 개발된 확률론을 근거로 하는 세이버매트릭스에 가까운 사고 방식을 바탕으로 한 팀 만들기를 이상으로 보는 것이다. 오카다는 저서에서 세이버매트릭스에 관한 책을 읽은 적은 없고 관련 문헌이나 이론의 존재를 알았던 것도 그 후였다고 밝혔다. 자신이 실천한 야구가 “조금 세이버매트릭스를 활용한 야구와 겹치는 것이 있었다”라고 하여 “세이버매트릭스의 전략을 이용하고 있다”라는 항간의 소문에 대해서 “정확하게 말하자면 그것은 잘못된 말이다”라고 말했다.
한신 감독으로 부임할 당시 별로 없었던 번트가 2008년에는 리그 1위를 기록했다. 이에 대해 “생각이 바뀐 게 아니라 팀의 진용이 바뀌었기에 팀의 강점을 최대한으로 살릴 수 있는 확률을 추구한 결과”라고 설명하고 있다. 번트에 대해 기본적으로는 ‘왜 일부러 아웃을 하나 당하는 것인가’라고 하는 생각이 밑바탕에 깔려 있다고 하면서도 상황에 따른 필요성은 부정하지 않는다. 다만 스퀴즈 플레이에 대해서는 타자에게 주는 부담감이 너무 높다는 이유로 사인을 내지 않는다. 2011년 8월 12일 세이부전에서 시도한 스퀴즈가 한신 시절을 포함해서 감독으로 취임한 지 953경기 만에 처음으로 성공한 스퀴즈 사례였다.
선수의 컨디션과 상대 팀과의 궁합을 따져 타순을 새로 바꾸거나 선발 로테이션을 무너뜨리는 것은 기본적으로 선호하지 않는다. 벤치 워크가 필요없는 스타일이 확립된 팀이야말로 최강이라고 하는 지론을 갖고 있다. 오카다는 “벤치에서 아무 것도 하지 않고, 말도 안 하고 있다가 문득 정신 차려보면 1대 0으로 이기고 있더라. 그러한 경기가 가능한 팀의 감독이 이상적”이라고 말한다. 2004년에 가네모토 도모아키를 4번 타자로 기용한 이후로는 호조 여부와 무관하게 5년 동안 단 한 번도 움직이지 않았다. 이에 대해 가네모토가 ‘쉬지 않고 경기에 나오는 팀의 기둥’이라고 하는 오카다가 생각하는 4번 타자에 어울리는 선수이기 때문이라고 말했다. 또 투수 분업인 JFK의 확립 등도 승리의 방정식을 중시하는 오카다의 사상이 현저하게 반영된 결과이다.
투수 등이 위기에 몰렸을 경우 다른 감독은 스스로 마운드로 걸어가는 광경을 자주 목격할 수 있지만 오카다의 경우 한신 감독 시절인 2005년 9월 7일 주니치전과 2006년 6월 1일 라쿠텐전에서의 구보타, 2006년 8월 31일 주니치전과 2008년 7월 18일 주니치전에서의 후지카와, 그리고 오릭스 감독 시절인 2010년 8월 22일 지바 롯데전과 2011년 6월 15일 요코하마전·2012년 7월 10일 라쿠텐전에서의 기시다 마모루 등 7차례에 불과했다. 이중 팀이 끝내기 패배를 당한 것은 7번째 경기 뿐이다(6번째는 연장전 규정 때문에 무승부가 됐다). 오카다는 자신의 저서 《완고력》에서 다음과 같은 내용을 남겼다.
| “ | 마운드로 가서 투수 혹은 배터리에게 조언을 하는 것은 감독이 아닌 피칭 코치가 할 일이다. ‘맡긴다’라는 키워드가 감독과 코치의 신뢰로 연결된다. | ” |

자신이 마운드에 올랐던 사례 중 2005년과 2008년 주니치전에서는 “두 경기 모두 페넌트레이스로 중요한 의미를 가진 경기라고 생각했다”고 밝힌 다음 “본래 이런 마운드 퍼포먼스가 나한테는 어울리지도 않았고 절대로 좋아하지도 않는다”라고 말했다.
오카다 자신은 2군 밑바닥에서 깔았던 경험이 거의 없지만 2군의 젊은 신예 선수들에 대한 생각은 깊었다. 한신 감독 시절에는 경기가 없는 날에도 2군 구장인 한신 나루오하마 구장을 찾은 모습이 자주 목격되곤 했다. “2군에서부터 젊은 선수들을 제대로 키워서 야구를 익히게 한다. 그리고 감독이 이래저래 공을 들여서 팀의 결과를 쌓아나가는 감독이라는 직업이야말로 재미있는 것이다”라고 말했다.
그 자신이 현역 시절에 수위 타자를 바로 코 앞에서 놓친 경험이 있기에 선수 기용에서는 개인 기록을 중시하면서도 “팀의 승리가 최우선이라는 게 대원칙”이라는 조건을 내걸면서 “감독으로서 도울 수 있는 일이 있으면 최대한 힘을 빌려줄 생각이다”라고 말했고 가네모토의 연속 경기 풀 이닝 출전, 도리타니 다카시의 연속 경기 출전 기록 경신, 사카구치 도모타카의 수위 타자 경쟁 등에도 전면적으로 협력하는 자세를 관철하기도 했다. 2008년 종반에 “JFK를 혹사했다”라는 비판이 제기되자 항상 그들의 피로도를 살피면서 기용했다고 반론하면서 “그들에게 있어서는 한 구와 1이닝이 곧 자신의 연봉과 평가를 높이는 생활의 양식이었다”라고 주장했다.
2008년 종반에 ‘JFK를 혹사시켰다’는 비판을 받은 것에 대해서는 항상 그들의 피로도를 보면서 기용했다고 반박하며 “그들에게 있어서는 그 한 구, 한 이닝이 스스로의 연봉이나 평가를 높이는 생활의 양식이다”라고 기술했다.
일본 시리즈와 클라이맥스 시리즈 등 단기 결전으로 치러지는 포스트 시즌 게임의 경우는 그 때의 선수들의 컨디션보다도 시즌 당초부터 팀의 이상형을 고집하는 스타일로 성적은 좋지 않았다. ‘우승’을 노리는 팀 구성을 팀의 목표로 삼되 시즌 중에 ‘우승’을 언명하는 것은 피하는 면도 있었다. 2009년에 오릭스 감독으로 취임했을 때도 “우승하라는 말은 안 합니다. 무섭습니다. 우승이 그렇게 간단한 일이라고는 생각하지 않습니다” 라는 발언까지 했다. 대표적인 사례로서 2010년 오릭스 감독 재임 당시 팀은 교류전 우승도 노릴 수 있는 포지션에 있었다. 그러나 오카다는 굳이 ‘우승’이라는 말은 쓰지 않으면서 보도진에게는 ‘그것’(アレ)이라고 빈번하게 말했다. 그러자 팀은 교류전 1위로 올라섰고 구단주인 미야우치 요시히코 조차 “나 역시 ‘그것’이라고 말할 수밖에 없습니다”라고 하기에 이르렀다. 마침내 팀이 교류전 우승을 달성하자 팀은 기념 상품으로 ‘그거 해버렸다’(アレしてもうた)라는 문구가 들어간 셔츠와 수건 등을 판매하게 됐다. 2022년 10월, 한신 감독으로 내정된 이후에 가진 취임 기자회견에서도 “‘우승하겠습니다’라는 이런 말은 하지 않지만 계속 우승은 ‘그것’밖에 제가 안 했거든요. 분명히 ‘우승하겠습니다’라고 말하진 않지만 시즌이 끝날 때쯤에 기대해주셨으면 저는 좋을 것 같습니다”라고 발언하여 같은 달 추계 연습 시에는 선수들에게도 ‘그것’이라는 단어 사용이 ‘침투하고 있다’라고 보도했다. 그 결과, 2023년 팀 슬로건이 ‘A.R.E.’(읽을 때는‘에이 알 이’. ‘Aim’ ‘Respect’ ‘Empower’의 머릿글자로 하고 있다)가 되기까지 이르고 있다(이른바 배크로님).
2010년 센트럴·퍼시픽 교류전에서는 지명 타자제를 활용 못하는 원정 12경기 가운데 11경기에서 투수를 8번으로 기용했다.
드래프트 회의에서는 그동안 지명 중복된 경우의 추첨에서 추첨운이 그리 좋지 못했다. 한신 감독 시절에는 다카하마 다쿠야를 확보했을 뿐 통산 1승 3패로 고배를 마신 경우가 앞섰고 오릭스 감독으로서 참가한 2010년에도 1순위 지명 추첨에서 3연패를 기록했는데 참고로 1회 드래프트 회의에서 1순위 지명 추첨 3연패는 사상 최초였다. 이듬해 2011년에도 1순위 지명으로 경합된 다카하시 슈헤이의 지명이 예상 외로 빗나갔다. 한신 감독으로 복귀해서 참가한 2022년에도 통산 1승 11패로 오카다와 마찬가지로 추첨운이 좋지 않았던 요미우리의 하라 다쓰노리 감독과의 맞대결 끝에 아사노 쇼고를 놓쳤다.
오릭스 감독 시절에는 팀의 주전 포수였던 히다카 다케시의 리드면을 몇 차례나 비판했다. 스프링 캠프 단계에서는 히다카의 포수 리드면에 의문점이 있었지만 시즌이 시작되자 대량 실점을 반복하는 일도 있어 2010년엔 타율은 그다지 나쁘진 않았지만 세 차례나 2군에 내려갔다. 2011년 이후에는 히다카를 포수로 거의 기용하지 않았지만 2012년 종반에는 이토 히카루, 사이토 도시오 등 두 명의 포수를 징벌적인 차원에서 말소하였기 때문에 자신이 쉴 때까지 히다카를 포수로 기용했지만 그런 히다카는 알렉산드로 마에스트리의 일본 무대 첫 완투 승리, 마에다 유지의 첫 선발 승리를 돕는 등의 좋은 리드를 보여 기용한 것에 부응했다.

### 야구 관계자로부터의 평가
- 2004년에 투수 코치를 맡은 사토 요시노리는 한신의 투수 코치직에서 물러날 당시 “너무 완고해서 다른 사람의 의견을 듣지 않는다”라고 비판했다.
- 2005년 일본 시리즈에서 한신과 맞붙었던 지바 롯데 마린스의 바비 밸런타인 감독은 일본 시리즈가 끝난 이후 그 시점에서의 오카다를 가리켜 “10년 전의 나를 보는 것 같다”라고 평가했다.
- 노무라 가쓰야는 2006년 시즌 앞두고 “(주니치 감독인)오치아이 감독이 하는 야구가 상식적인 야구이지 오카다 감독은 상당히 별난 지휘 방식을 갖고 있다”라고 평가했다. 노무라는 2008년 개막을 앞두고 출간한 저서 《아아, 한신 타이거스 : 패한 이유, 이긴 이유》(가도카와 쇼텐)에서 오카다가 사인을 주지 않고 선수들한테 맡긴다는 소리를 가네모토 도모아키한테서 들었다며 “감독이 할 일을 내팽개치고 있다”, “도무지 이해가 안 된다”라고 남겼다. 또 JFK의 중간 계투진을 구축한 것에 대해서는 “새로운 방정식을 만들었다”면서 “이 점은 순수하게 평가해야 한다”라고 말했다. 게다가 “6회까지는 선수 주도로 경기를 하게 하는” JFK나 “선수한테 일임하기”는 선수 개개인의 문제의식을 높인다는 사고방식에 입각했을 가능성이 있으며 만약 그렇다면 명감독이 될 그릇인지도 모르겠으나 이는 향후 한신의 성적에 따라 밝혀질 문제라고 자신의 견해를 밝혔다.[77] 이에 대해 오카다는 한신 감독 퇴임 후 출간한 저서 《완고력》에서 노무라가 자신을 “무슨 생각을 하는지 모르겠다”라고 말한 것에 대해 다음과 같은 견해를 밝혔다.

나 스스로는 내 나름대로 야구에 대한 생각이 있다. … 사인이나 작전과 관련해서도 상황에 맞게 작전을 세운다. 당연한 일이다. … 굳이 따지자면 노무라와 나의 생각이 정반대일지도 모르겠다.

## 에피소드
- 별명은 ‘오카’(オカ)[79][80], ‘돈덴’(どんでん)[81]이다. ‘돈덴’은 과거 아지노모도가 판매했던 ‘혼다시 우동 오뎅 육수’(ほんだし うどんおでんだし)의 약칭(패키지에서 강조됨)이며 자신이 1998년부터 1999년까지 방영된 이 상품의 광고에 출연한 것에서 유래됐다.[81]

- 좌우명은 ‘이 한 길’(道一筋)로, 주변 사람들이 이해하지 못하거나 반대하더라도 자신이 믿는 길을 밀고 나간다는 의미다. 이것은 오카다의 아버지와 친분이 있었던 무라야마 미노루로부터 선사받은 ‘이 한 길’이라 적힌 족자가 집에 장식돼 있었던 것의 영향으로 보인다. 색지에 사인을 할 때도 이 말을 덧붙이는 경우가 많다. 제3자가 이 말을 상표 등록해 화제를 모은 적도 있었다.[82]

- 입버릇은 “그야 그렇지”(そらそうよ)이다. 이것에 유래하는 ‘그야 그렇지’(そら、そうよ)라는 이름의 소주도 발매됐는데 ‘그야 그렇지’로서 자신의 저서 제목이 됐다. 또한 무엇을 의미하는지 이해하기 어려운 ‘저거’(アレ)를 많이 사용하는 버릇이 있어서 한신 감독 시절에는 무엇에 대해 지적받고 있는지도 모르는 젊은 선수들을 위해서 당시 주전 선수였던 아카호시 노리히로가 이를 ‘번역’한 적도 있었다.[83] 큰 아들에게서는 “주어를 빼먹을 때가 많다”[84], 어머니에게서는 “오카다가 말의 중간을 자르고 얘기할 때가 부지기수다”라는 지적을 받았다.[85]

- 현역 시절에 맡았던 일본 프로 야구 선수회 회장으로 있을 당시 ‘1리그 8구단제’를 제의한 적도 있다. 야구 규칙, 일정, 드래프트에 관해 센트럴 리그와 퍼시픽 리그의 의견이 일치하지 않기 때문에 1리그제로 구성한 다음 더욱이 독립 리그에 장래의 전망이 없기 때문에 독립 리그를 없애고 3군제로 하고, 3군은 지역성을 중시하여 모든 도도부현에 프로 구단을 두는 구상을 갖고 있다.[86]

- 클라이맥스 시리즈에 대해서는 “거기서 패하면서 일본 시리즈에 출전하지 못하게 되면 144경기나 되는 긴 시즌 동안 열심히 뛰면서 싸운 노력과 그 과정, 평가의 가치를 부정하는 꼴이 된다”라며 부정적인 시각을 드러냈다.[87] 또 여러 구단을 전전하는 외국인 선수가 연봉을 끌어올려 구단 경영에 압박을 가하는 한편으로 젊은 일본인 선수들이 뛸 곳을 빼앗기고 있다면서 외국인 출전 선수 범위를 줄여야 한다(경우에 따라서는 아예 0으로 해야 한다)는 주장을 프로 야구 개혁의 시안으로 제시하기도 했다.[88]

- 웅변은 아니지만 생각한 것을 짧게 말로써 표현하는 직언이 많아 인물에 대한 평가가 종종 독설적인 경우도 있다.

- 자신의 저서에서는 스트레스 해소법으로서 음주(현재는 소주), 가라오케, 마술이나 닌텐도 DS의 두뇌 트레이닝을 예로 들고 있다.[89] 또한 요시모토 흥업 계열 같은 개그 프로그램도 휴식을 취할 때에는 자주 시청해서 아내가 녹화한 비디오 테이프를 거실에 둔 적도 있었다.[90]

- 초등학교 저학년 무렵부터 쇼기를 취미로 삼고 있어 2008년 1월 24일 일본 쇼기 연맹으로부터 3단 자격증을 취득했다.[91] 쇼기를 배운 랜디 바스는 가와토 고조와 함께 그 상대를 맡고 있었다.

- 전 축구 일본 국가대표팀 감독 오카다 다케시와는 같은 오사카시 출신이자 같은 성씨, 와세다 대학의 동창생, 프로 스포츠 감독이라는 공통점도 많다. 그리고 두 사람 모두 한신팬이라고 한다. 다케시 쪽이 1살이 더 많지만 다케시측은 1년을 방황하는 바람에 아키노부와 동창이 되어 같은 시기에 야구부와 축구부의 주장을 각각 맡았다. 그런데도 두 사람의 접점은 없었지만 2009년에 잡지 《Sports Graphic Number》[92]의 ‘와세다의 힘’이라는 제목의 특집에서 두 사람에 의한 대담이 게재되는 등 그 후부터 교우 관계를 가졌다. 또한 전 축구 선수이자 현재 축구 해설가로 활동 중인 하세가와 하루히사와는 고등학교 동창이므로 현재까지도 친분이 있다.[93][94][95]

- 하라 다쓰노리와는 대학 시절(하라는 도카이 대학 소속)에 전일본 대표팀 선수로서 같이 활약했었는데 모두 클린업을 맡고 있었을 때부터 서로 가까운 사이였으며 사생활에서는 서로 휴대폰이나 메일로 의견을 주고받았다. 2008년에 오카다가 한신 감독직에서 사임했을 당시에 “‘오카다씨, 그만두지 말아 주십시오’라는 내용의 하라 다쓰노리로부터 메일이 왔다”라는 사실을 밝혔다.[96] 오카다도 또한 하라가 2003년에 감독을 사임할 때 장래 감독으로서 돌아올 것을 기대하며 “다음에 감독을 하기 전에 2군 감독을 해 보는건 어떠냐”라는 제안을 했다.[97]

## 상세 정보

### 출신 학교
- 간사이 대학 부속 호쿠요 고등학교
- 와세다 대학

### 선수 경력
- 한신 타이거스(1980년~1993년)
- 오릭스 블루웨이브(1994년~1995년)

### 지도자·기타 경력
- 오릭스 블루웨이브 2군 타격 코치(1996년~1997년)
- 한신 타이거스 2군 타격 코치(1998년~1999년)
- 한신 타이거스 2군 감독(2000년~2002년)
- 한신 타이거스 1군 내야 수비 주루 코치(2003년)
- 한신 타이거스 감독(2004년~2008년, 2023년~2024년)
- 오릭스 버펄로스 감독(2010년~2012년)

### 수상·타이틀 경력
- 신인왕(1980년)
- 베스트 나인: 1회(1985년)
- 다이아몬드 글러브상: 1회(1985년)
- 쇼리키 마쓰타로상: 1회(2023년)
- 월간 MVP: 2회(1985년 8월, 1989년 6월)
- 올스타전 MVP: 2회(1980년 1차전, 1988년 2차전)
- 센트럴 리그 특별 수상: 2회(최우수 감독상: 2005년, 2023년)

### 개인 기록

#### 첫 기록
- 첫 출장: 1980년 4월 11일, 대 요코하마 다이요 웨일스 1차전(한신 고시엔 구장), 9회말에 후카자와 요시오의 대타로 출장
- 첫 타석: 상동, 9회말에 히라마쓰 마사지로부터 삼진
- 첫 선발 출장: 1980년 4월 22일, 대 요코하마 다이요 웨일스 3차전(요코하마 스타디움), 8번·3루수로서 선발 출장
- 첫 안타·첫 타점: 상동, 8회초에 가토 히데미로부터 좌전 적시타
- 첫 홈런: 1980년 5월 1일, 대 요미우리 자이언츠 5차전(한신 고시엔 구장), 2회에 니우라 히사오로부터 좌중간에 선제 결승 3점 홈런

#### 기록 달성 경력
- 통산 100홈런: 1985년 7월 13일, 대 요미우리 자이언츠 15차전(고라쿠엔 구장), 9회초에 기도 가쓰히코의 대타로 출장, 니시모토 다카시로부터 좌월 솔로 홈런 ※역대 139번째
- 통산 150홈런: 1987년 6월 27일, 대 히로시마 도요 카프 12차전(한신 고시엔 구장), 6회말에 나가토미 히로시로부터 좌월 2점 홈런 ※역대 83번째
- 통산 1000안타: 1988년 5월 26일, 대 야쿠르트 스왈로스 7차전(메이지 진구 야구장), 10회초에 이토 아키미쓰로부터 좌전 적시타 ※역대 150번째
- 통산 1000경기 출장: 1988년 6월 22일, 대 야쿠르트 스왈로스 10차전(메이지 진구 야구장), 4번·2루수로서 선발 출장 ※역대 277번째
- 통산 200홈런: 1989년 8월 3일, 대 요코하마 다이요 웨일스 15차전(한신 고시엔 구장), 1회말에 엔도 가즈히코로부터 좌월 솔로 홈런 ※역대 58번째
- 통산 1500경기 출장: 1992년 8월 9일, 대 히로시마 도요 카프 18차전(히로시마 시민 구장), 12회초에 유미나가 다쓰히로의 대타로 출장 ※역대 102번째
- 통산 1500안타: 1994년 6월 29일, 대 긴테쓰 버펄로스 12차전(닛폰 생명 구장), 2회초에 에사카 마사아키로부터 중전 안타 ※역대 68번째

#### 기타
- 올스타전 출장: 8회(1980년~1982년, 1985년, 1986년, 1988년~1990년)

#### 감독으로서의 기록 달성
- 첫 승리: 2004년 4월 2일, 대 요미우리 자이언츠 1차전(도쿄 돔), 8-3으로 승리
- 100승: 2005년 6월 11일, 대 닛폰햄 파이터스 5차전(한신 고시엔 구장), 11-6으로 승리
- 200승: 2006년 7월 14일, 대 주니치 드래건스 5차전(교세라 돔 오사카), 7-2로 승리
- 300승: 2007년 9월 5일, 대 요코하마 베이스타스 18차전(한신 고시엔 구장), 3-2로 승리
- 400승: 2010년 3월 31일, 대 홋카이도 닛폰햄 파이터스 2차전(도쿄 돔), 3-2로 승리[98]
- 500승: 2011년 8월 7일, 대 지바 롯데 마린스 14차전(QVC 마린필드), 7-2로 승리 ※역대 28번째[99]
- 600승: 2023년 5월 13일, 대 요코하마 DeNA 베이스타스 7차전(한신 고시엔 구장), 7-2로 승리 ※역대 25번째[100]
- 700승: 2024년 6월 27일, 대 주니치 드래건스 12차전(한신 고시엔 구장), 8-1로 승리 ※역대 20번째[101]
- 동일 구단(한신)에서 500승: 2024년 5월 19일, 대 도쿄 야쿠르트 스왈로스 9차전(한신 고시엔 구장), 7-2로 승리 ※한신 구단 역사상 2번째[102]
- 동일 구단(한신)에서 515승: 2024년 7월 6일, 대 요코하마 DeNA 베이스타스 12차전(한신 고시엔 구장), 2-1로 승리 ※한신 구단 감독 최다 승수 경신[103]

### 등번호
- 16(1980년~1993년)
- 10(1994년~1995년)
- 85(1996년~1997년)
- 80(1998년~2008년, 2010년~2012년, 2023년~2024년)

### 연도별 타격 성적
| 연 도       | 소 속       | 경 기 | 타 석 | 타 수 | 득 점 | 안 타 | 2 루 타 | 3 루 타 | 홈 런 | 루 타 | 타 점 | 도 루 | 도 루 자 | 희 생 번 | 희 생 플 | 볼 넷 | 고 4 | 사 구 | 삼 진 | 병 살 타 | 타 율 | 출 루 율 | 장 타 율 | O P S |
| ----------- | ----------- | ----- | ----- | ----- | ----- | ----- | ------- | ------- | ----- | ----- | ----- | ----- | -------- | -------- | -------- | ----- | ---- | ----- | ----- | -------- | ----- | -------- | -------- | ----- |
| 1980년      | 한신        | 108   | 403   | 376   | 44    | 109   | 19      | 0       | 18    | 182   | 54    | 4     | 2        | 1        | 0        | 23    | 6    | 3     | 45    | 6        | .290  | .336     | .484     | .820  |
| 1981년      | 한신        | 130   | 524   | 485   | 70    | 140   | 23      | 3       | 20    | 229   | 76    | 1     | 0        | 2        | 4        | 28    | 3    | 5     | 43    | 13       | .289  | .331     | .472     | .804  |
| 1982년      | 한신        | 129   | 521   | 466   | 57    | 140   | 22      | 1       | 14    | 206   | 69    | 10    | 5        | 2        | 5        | 44    | 12   | 4     | 30    | 13       | .300  | .362     | .442     | .804  |
| 1983년      | 한신        | 79    | 289   | 246   | 44    | 71    | 9       | 0       | 18    | 134   | 44    | 7     | 3        | 1        | 5        | 36    | 5    | 1     | 23    | 3        | .289  | .375     | .545     | .920  |
| 1984년      | 한신        | 115   | 366   | 323   | 38    | 96    | 14      | 2       | 15    | 159   | 51    | 3     | 1        | 0        | 7        | 33    | 4    | 3     | 41    | 13       | .297  | .361     | .492     | .853  |
| 1985년      | 한신        | 127   | 532   | 459   | 80    | 157   | 24      | 3       | 35    | 292   | 101   | 7     | 3        | 0        | 6        | 64    | 3    | 3     | 41    | 11       | .342  | .421     | .636     | 1.057 |
| 1986년      | 한신        | 129   | 551   | 474   | 67    | 127   | 21      | 0       | 26    | 226   | 70    | 11    | 3        | 0        | 4        | 70    | 5    | 3     | 57    | 14       | .268  | .363     | .477     | .840  |
| 1987년      | 한신        | 130   | 518   | 474   | 54    | 121   | 24      | 3       | 14    | 193   | 58    | 5     | 2        | 0        | 2        | 40    | 2    | 2     | 75    | 12       | .255  | .315     | .407     | .722  |
| 1988년      | 한신        | 127   | 524   | 454   | 65    | 121   | 22      | 1       | 23    | 214   | 72    | 10    | 5        | 0        | 5        | 63    | 6    | 2     | 75    | 16       | .267  | .355     | .471     | .826  |
| 1989년      | 한신        | 130   | 557   | 492   | 66    | 138   | 20      | 1       | 24    | 232   | 76    | 8     | 3        | 0        | 7        | 57    | 3    | 1     | 81    | 15       | .280  | .352     | .472     | .823  |
| 1990년      | 한신        | 130   | 571   | 486   | 75    | 129   | 27      | 0       | 20    | 216   | 75    | 7     | 2        | 0        | 4        | 74    | 5    | 7     | 87    | 12       | .265  | .368     | .444     | .812  |
| 1991년      | 한신        | 108   | 428   | 383   | 45    | 92    | 11      | 0       | 15    | 148   | 50    | 1     | 3        | 0        | 3        | 40    | 3    | 2     | 68    | 9        | .240  | .313     | .386     | .700  |
| 1992년      | 한신        | 70    | 212   | 185   | 9     | 35    | 11      | 0       | 2     | 52    | 19    | 1     | 0        | 0        | 3        | 22    | 1    | 2     | 48    | 3        | .189  | .278     | .281     | .559  |
| 1993년      | 한신        | 42    | 62    | 53    | 2     | 9     | 1       | 0       | 1     | 13    | 7     | 0     | 0        | 0        | 0        | 9     | 1    | 0     | 24    | 0        | .170  | .290     | .245     | .536  |
| 1994년      | 오릭스      | 53    | 117   | 101   | 10    | 28    | 3       | 0       | 2     | 37    | 12    | 1     | 1        | 0        | 1        | 14    | 0    | 1     | 20    | 3        | .277  | .368     | .366     | .734  |
| 1995년      | 오릭스      | 32    | 46    | 39    | 3     | 7     | 0       | 0       | 0     | 7     | 2     | 0     | 0        | 0        | 0        | 7     | 0    | 0     | 9     | 1        | .179  | .304     | .179     | .484  |
| 통산 : 16년 | 통산 : 16년 | 1639  | 6221  | 5496  | 729   | 1520  | 251     | 14      | 247   | 2540  | 836   | 76    | 33       | 6        | 56       | 624   | 59   | 39    | 767   | 144      | .277  | .351     | .462     | .813  |

### 연도별 감독 성적

#### 정규 시즌
| 연도       | 소속       | 순위       | 경기 | 승리 | 패전 | 무승부 | 승률 | 승차                       | 팀 홈런                    | 팀 타율                    | 팀 평균자책점              | 연령                       |
| ---------- | ---------- | ---------- | ---- | ---- | ---- | ------ | ---- | -------------------------- | -------------------------- | -------------------------- | -------------------------- | -------------------------- |
| 2004년     | 한신       | 4위        | 138  | 66   | 70   | 2      | .485 | 13.5                       | 142                        | .273                       | 4.08                       | 47세                       |
| 2005년     | 한신       | 1위        | 146  | 87   | 54   | 5      | .617 | -                          | 140                        | .274                       | 3.24                       | 48세                       |
| 2006년     | 한신       | 2위        | 146  | 84   | 58   | 4      | .592 | 3.5                        | 133                        | .267                       | 3.13                       | 49세                       |
| 2007년     | 한신       | 3위        | 144  | 74   | 66   | 4      | .529 | 4.5                        | 111                        | .255                       | 3.56                       | 50세                       |
| 2008년     | 한신       | 2위        | 144  | 82   | 59   | 3      | .582 | 2.0                        | 83                         | .268                       | 3.29                       | 51세                       |
| 2010년     | 오릭스     | 5위        | 144  | 69   | 71   | 4      | .493 | 7.5                        | 146                        | .271                       | 3.97                       | 53세                       |
| 2011년     | 오릭스     | 4위        | 144  | 69   | 68   | 7      | .504 | 20.5                       | 76                         | .248                       | 3.33                       | 54세                       |
| 2012년     | 오릭스     | 6위        | 144  | 57   | 77   | 10     | .425 | 17.5                       | 73                         | .241                       | 3.34                       | 55세                       |
| 2023년     | 한신       | 1위        | 143  | 85   | 53   | 5      | .616 | -                          | 84                         | .247                       | 2.66                       | 66세                       |
| 2024년     | 한신       | 2위        | 143  | 74   | 63   | 6      | .540 | 3.5                        | 67                         | .242                       | 2.50                       | 67세                       |
| 통산: 10년 | 통산: 10년 | 통산: 10년 | 1427 | 740  | 637  | 50     | .537 | A클래스: 6회, B클래스: 4회 | A클래스: 6회, B클래스: 4회 | A클래스: 6회, B클래스: 4회 | A클래스: 6회, B클래스: 4회 | A클래스: 6회, B클래스: 4회 |

- 순위에서 굵은 글씨는 일본 시리즈 우승

1. 2012년 시즌에는 9월 25일부터 팀 성적 부진으로 휴양 생활에 들어가면서 감독 대행은 모리와키 히로시가 맡았음.
2. 2012년 시즌에 결장한 9경기(7승 2패)는 감독 성적에 포함되지 않음.

#### 포스트 시즌
| 연도   | 소속 | 경기명                                        | 상대팀                                    | 성적                       |
| ------ | ---- | --------------------------------------------- | ----------------------------------------- | -------------------------- |
| 2005년 | 한신 | 일본 시리즈                                   | 지바 롯데 마린스                          | 0승 4패 = 탈락             |
| 2007년 | 한신 | 센트럴 리그 클라이맥스 시리즈 1스테이지       | 주니치 드래건스(센트럴 리그 2위)          | 0승 2패 = 탈락             |
| 2008년 | 한신 | 센트럴 리그 클라이맥스 시리즈 1스테이지       | 주니치 드래건스(센트럴 리그 3위)          | 1승 2패 = 탈락             |
| 2023년 | 한신 | 센트럴 리그 클라이맥스 시리즈 파이널 스테이지 | 히로시마 도요 카프(센트럴 리그 2위)       | 3승 0패 = 일본 시리즈 진출 |
| 2023년 | 한신 | 일본 시리즈                                   | 오릭스 버펄로스(퍼시픽 리그 1위)          | 4승 3패 = 일본 시리즈 우승 |
| 2024년 | 한신 | 센트럴 리그 클라이맥스 시리즈 퍼스트 스테이지 | 요코하마 DeNA 베이스타스(센트럴 리그 3위) | 0승 2패 = 탈락             |

## 저서
- 오카다 아키노부 (2008). 《완고력 - 흔들림 없는 리더 철학(頑固力 〜ブレないリーダー哲学)》. 가도카와 SSC 신서, 가도카와 에스에스커뮤니케이션. ISBN 978-4827550511.
- 오카다 아키노부, 에나쓰 유타카 공저 (2009). 《왜 한신은 이길 수 없는 것인지? - 타이거스 재건에의 제언(なぜ阪神は勝てないのか？ 〜タイガース再建への提言)》. 가도카와 ONE 테마 21, 가도카와 쇼텐. ISBN 978-4-04-710206-4.
- 오카다 아키노부 (2009). 《우리 안의 호랑이 - 사랑하는 타이거스에게 마지막으로 짖는다(オリの中の虎 〜愛するタイガースへ最後に吼える)》. 베이스볼 매거진 신서, 베이스볼 매거진사. ISBN 978-4-583-10231-3.
- 오카다 아키노부 (2010). 《움직이긴 해도 패한다 - 0승 144패로부터 생각하게 되는 감독론(動くが負け 〜0勝144敗から考える監督論)》. 겐토샤 신서, 겐토샤. ISBN 978-4-344-98178-2.
- 오카다 아키노부 (2014). 《그야 그렇지 - 이기는 이유, 지는 이유(そら、そうよ 勝つ理由、負ける理由)》. 다카라지마샤. ISBN 978-4-800-21796-7.